# Тамарівка
Тама́рівка —  село в Україні, у Ріпкинській селищній громаді Чернігівської області. Населення становить 79 осіб. До 2020 орган місцевого самоврядування — Пушкарівська сільська рада.

## Історія
12 червня 2020 року, відповідно до розпорядження Кабінету Міністрів України № 730-р «Про визначення адміністративних центрів та затвердження територій територіальних громад Чернігівської області», увійшло до складу Ріпкинської селищної громади.
19 липня 2020 року, в результаті адміністративно - територіальної реформи та ліквідації Ріпкинського району, село увійшло до складу Чернігівського району Чернігівської області.

## Населення

### Мова
Розподіл населення за рідною мовою за даними перепису 2001 року:
| Мова       | Кількість | Відсоток |
| ---------- | --------- | -------- |
| українська | 78        | 98.73%   |
| російська  | 1         | 1.27%    |
| Усього     | 79        | 100%     |

## Господарство
Функціонують:
- Селянське (фермерське) господарство "КОЛОС". Вид діяльності: вирощування зернових культур.[4]
- Селянське (фермерське) господарство "КУРИЛО". Вид діяльності: вирощування зернових культур.[5]

## Уродженці
- Ганжа Людмила Степанівна – заслужений майстер народної творчості.[6]
- Володимир Коваленко – засновник і перший голова Ріпкинського районного відділення товариства «Чернігівське земляцтво у Києві».[7]